# Distretto di Ștefan Vodă
Il distretto di Ștefan Vodă è uno dei 32 distretti della Moldavia, il capoluogo è la città di Ștefan Voda. In epoca sovietica si chiamava Suvorovskij rajon.

## Società

### Evoluzione demografica
In base ai dati del censimento, la popolazione è così divisa dal punto di vista etnico:
| Etnia       | Abitanti | %     |
| ----------- | -------- | ----- |
| Moldavi     | 65.318   | 92,53 |
| Ucraini     | 2.182    | 3,09  |
| Russi       | 1.918    | 2,72  |
| Gagauzi     | 64       | 0,09  |
| Bulgari     | 145      | 0,21  |
| Rumeni      | 562      | 0,80  |
| Altre etnie | 405      | 0,57  |

## Geografia antropica

### Suddivisioni amministrative
Il distretto è formato da 1 città e 22 comuni

#### Città
1. Ștefan Vodă

#### Comuni
1. Alava
2. Antonești
3. Brezoaia
4. Carahasani
5. Căplani
6. Cioburciu
7. Copceac
8. Crocmaz
9. Ermoclia
10. Feștelița
11. Marianca de Jos
12. Olănești
13. Palanca
14. Popeasca
15. Purcari
16. Răscăieți
17. Semionovca
18. Slobozia
19. Ștefănești
20. Talmaza
21. Tudora
22. Volintiri